# Carl Lauenstein (Mediziner)

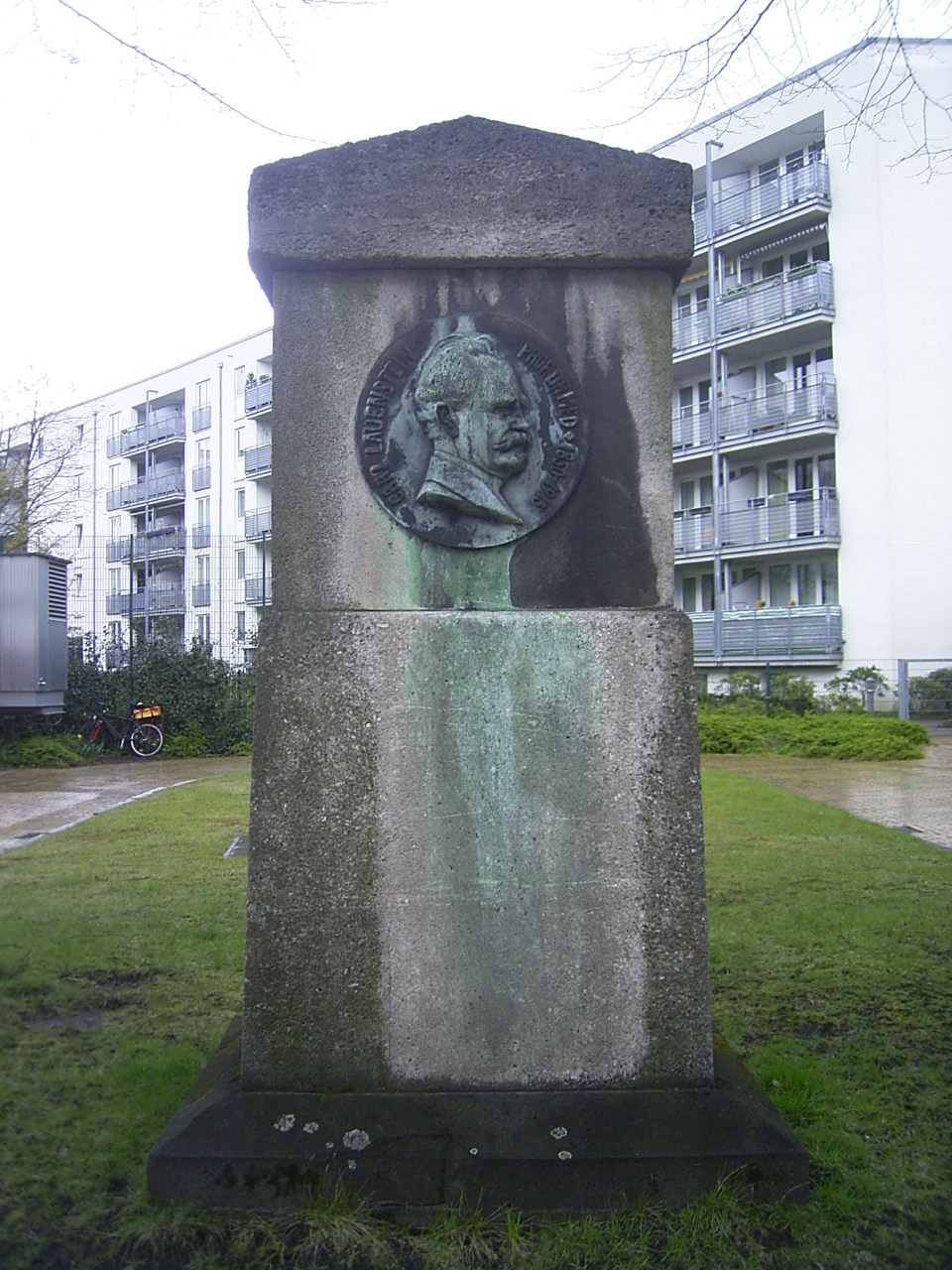
Denkmal für Carl Lauenstein auf dem Gelände des ehemaligen Hafenkrankenhauses in St. Pauli

Carl Lauenstein, auch Karl,  (* 4. Juli 1850 in Hannover; † 26. Juli 1915 in Hittfeld) war ein deutscher Chirurg.
Lauenstein studierte in Göttingen und Würzburg. Er war Privatassistent unter Erich Martini am Alten Allgemeinen Krankenhaus St. Georg und ab 1879 Chef-Chirurg am Hafenkrankenhaus in Hamburg-St. Pauli (damals das staatliche Seemanns-Krankenhaus, ab 1901 Hafenkrankenhaus) und am Hamburger Bethesda-Krankenhaus. 1915 wurde er pensioniert.
Er war ein Pionier von Röntgenaufnahmen. Nach ihm ist die Lauenstein-Aufnahme benannt. Außerdem sind in einigen norddeutschen Städten Straßen nach ihm benannt, unter anderem in Hamburg-Barmbek, in der Nähe des ehemaligen AK Barmbek.

## Veröffentlichungen (Auswahl)
- Zur Frage der Anlegung und Funktion des künstlichen Afters. In: Zentralblatt für Chirurgie. 1894, S. 1086 ff.